# Antoni Fernández Valenzuela
Antoni Fernandez Valenzuela (Campillo de Llerena, 1947 - Alacant, 7 de maig de 2018) fou un empresari i polític valencià d'origen extremeny, va ser president de la Diputació d'Alacant (1983-1991) i president de la Cambra de Comerç d'Alacant (2002-2009).

## Biografia
Nascut en una família d'humils jornalers extremenys, queda orfe de pare amb 10 anys d'edat i ingressa a l'orfenat provincial d'Alacant. Ací aprèn l'ofici d'impressor i després amplia els estudis a l'Escola d'Arts Aplicades i d'Oficis Artístics de Barcelona on s'especialitzà en l'enquadernació. És en aquesta època quan entra en contacte amb els ambients polítics d'esquerres i marxistes.
Amb la mort del dictador Franco s'afilia al Partit Socialista Obrer Espanyol (PSOE), esdevenint un membre molt actiu en l'agrupació local d'Alacant. A les primeres eleccions democràtiques de 1979 aconsegueix l'acta de regidor a l'Ajuntament d'Alacant i és nomenat tinent d'alcalde sota el mandat de l'alcalde Lassaletta. Revalida a les següent eleccions de 1983 l'acta de regidor i dóna el pas a la presidència de la Diputació d'Alacant.
Al capdavant de la Diputació va modernitzar l'Institut de Cultura Juan Gil-Albert, impulsà la construcció dels hospitals de Sant Joan d'Alacant i Oriola, i amplià la xarxa provincial de carreteres. El seu mandat va estar protagonitzat per l'enfrontament amb el govern local d'Alacant de José Luis Lassaletta, amb el qual compartia militància.
El 1991 va dimitir del càrrec després que fora condemnat per l'Audiència Provincial d'Alacant d'afavorir la contractació d'una empresa seua. Dos anys després va ser absolt pel Tribunal Suprem.
Apartat de la política, Fernández Valenzuela segueix l'activitat empresarial en el sector de les arts gràfiques i la construcció. L'any 2002 arriba a la presidència de la Cambra de Comerç alacantina des d'on exerceix una gran influència i esdevé un actor per a la reivindicació d'inversions al govern de la Generalitat Valenciana, aleshores presidit per Francisco Camps.
El 2009 deixa la presidència de la Cambra de Comerç i anuncia la intenció d'encapçalar la llista del PSPV-PSOE a l'alcaldia d'Alacant. Finalment va perdre les primàries davant Elena Martín i es va retirar a gestionar l'empresa d'arts gràfiques amb greus problemes financers.